# Relações entre Coreia do Sul e Vietnã
As relações entre a Coreia do Sul e o Vietnã foram estabelecidas em 22 de dezembro de 1992, embora os dois países já tivessem tido vários contatos históricos muito antes disso. De acordo com o primeiro-ministro vietnamita Phan Văn Khải, "A República da Coreia é um parceiro muito importante do Vietnã e um bom modelo para o Vietnã expandir a cooperação e trocar experiências durante seu processo de desenvolvimento." Em 2022, a Coreia do Sul e o Vietnã atualizaram seu relacionamento para uma "parceria estratégica abrangente", tornando-se o quarto país depois da China, Rússia e Índia a fazê-lo.

## Comparação entre os países
| Nome oficial                                 | República da Coreia   | República Socialista do Vietnã |
| -------------------------------------------- | --------------------- | ------------------------------ |
| Bandeira                                     | Coreia do Sul         | Vietname                       |
| Brasão de Armas                              | Emblem of South Korea | Emblem of Vietnam              |
| Hino Nacional                                | Aegukga               | Tiến Quân Ca                   |
| Capital                                      | Seul                  | Hanói                          |
| Chefe de Governo                             | Yoon Suk Yeol         | Phạm Minh Chính                |
| Desenvolvimento econômico                    | País desenvolvido     | País em desenvolvimento        |
| Língua oficial                               | Coreano               | Vietnamita                     |
| População                                    | 51,313,912            | 103,808,319                    |
| PIB nominal                                  | $ 1.810 trilhão       | $ 408.947 bilhão               |
| PIB nominal per capita                       | $ 33,147              | $ 4,122                        |
| PIB (Paridade do Poder de Compra)            | $ 6.110 trilhão       | $ 1.278 trilhão                |
| PIB (Paridade do Poder de Compra) per capita | $ 2.585 trilhão       | $ 1.321 trilhão                |
| Índice de Desenvolvimento Humano             | 0.925                 | 0.726                          |
| Moeda oficial                                | Won sul-coreano       | Dong vietnamita                |

## História
Nos tempos antigos, a Coreia e o Vietnã estavam dentro da Sinoesfera e compartilhavam a mesma filosofia ética confucionista. Choe Chiwon (857-?), um oficial de Silla, escreveu as "fronteiras de Jiaozhi" e o Protetorado de Annam. Encontros semi-oficiais aconteciam regularmente quando os enviados de ambos os países se reuniam em Pequim.
Os últimos sobreviventes da dinastia Lý fugiram para a Coreia após o massacre total da família Lý por Trần Thủ Độ. Um dos famosos sobreviventes dos Lý foi Lee Yong-sang, que mais tarde ajudou a derrotar as invasões mongóis na Coreia.

## Guerra do Vietnã

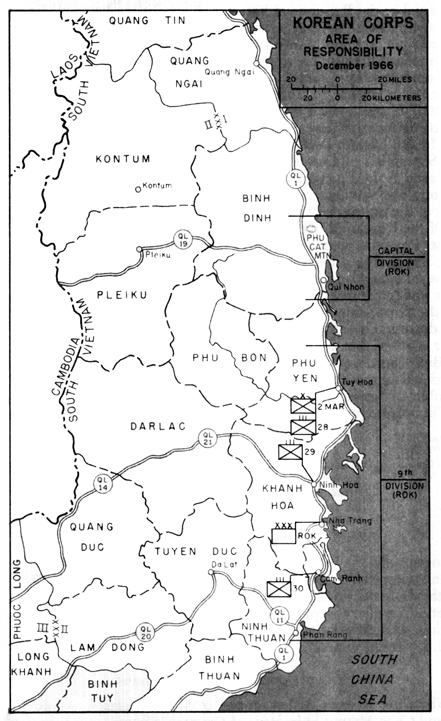
As áreas de responsabilidade do exército sul-coreano no Vietnã em dezembro de 1966.

Tanto a Coreia do Norte quanto a Coreia do Sul deram apoio material e de mão de obra a seus respectivos aliados ideológicos durante a Guerra do Vietnã, embora o número de tropas sul-coreanas no terreno fosse maior. O então presidente da Coreia do Sul, Syngman Rhee, ofereceu o envio de tropas para o Vietnã já em 1954, mas sua proposta foi recusada pelo Departamento de Estado dos EUA; a primeira equipe sul-coreana a desembarcar no Vietnã, 10 anos depois, era de não combatentes: 10 instrutores de Taekwondo, juntamente com 34 oficiais e 96 homens de uma unidade hospitalar do Exército coreano.
No total, entre 1965 e 1973, 312.853 soldados sul-coreanos lutaram no Vietnã; o Ministério da Cultura e das Comunicações do Vietnã, em uma investigação não oficial, estimou que eles mataram 41.400 combatentes inimigos e 5.000 civis. Após a Guerra do Vietnã, havia milhares de crianças de ascendência mista coreana e vietnamita, chamadas de Lai Dai Han, nascidas de trabalhadores ou soldados coreanos e vietnamitas locais. Segundo consta, muitas delas resultaram de "massacres generalizados no estilo Mỹ Lai" que envolveram o estupro de mulheres vietnamitas por soldados sul-coreanos. Vários grupos da sociedade civil continuam esperando uma investigação formal e um pedido de desculpas por esses eventos.
Em 2001, o presidente sul-coreano Kim Dae-jung expressou sua tristeza pelo fato de a Coreia ter infligido dor involuntária ao povo vietnamita durante a Guerra do Vietnã. Ele também prometeu continuar apoiando o desenvolvimento do Vietnã.

Conforme declarado pelo presidente vietnamita Trần Đức Lương em 2004:
No entanto, com a tradição de tolerância, humanidade, paz e amizade, a política do Vietnã ao lidar com questões deixadas para trás pela história é deixar de lado o passado, olhar para o futuro e cooperar para o desenvolvimento compartilhado. A República da Coreia também compartilha o entendimento de que a cooperação sincera e eficaz com o Vietnã para lidar com as consequências da guerra é uma questão de moralidade e uma maneira prática de superar a complexidade do passado. Apreciamos muito o fato de que o governo, as organizações de massa e os indivíduos da República da Coreia realizaram muitas atividades com o objetivo de fazer contribuições concretas para ajudar nos esforços de reconstrução e desenvolvimento do Vietnã. Em pouco mais de 10 anos desde o estabelecimento das relações diplomáticas, o Vietnã e a República da Coreia se tornaram parceiros importantes. Os dois países compartilham semelhanças culturais e históricas, bem como a construção nacional baseada na criatividade das pessoas.
Em 2009, a Coreia do Sul e o Vietnã concordaram em elevar o relacionamento bilateral para a "parceria abrangente". Em 2003, os leitores do jornal sul-coreano Hankyoreh, que publicou uma série de artigos expondo as atrocidades cometidas pelas tropas sul-coreanas durante a guerra, doaram mais de US$ 100.000 para criar um parque memorial e um museu da paz na província de Phú Yên. Ex-soldados sul-coreanos, como Ahn Junghyo e Hwang Sok-yong, também escreveram romances sobre suas experiências no Vietnã.
Em 2017, Moon Jae-in se desculpou vagamente com o Vietnã, embora a questão tenha sido minimizada pela mídia vietnamita e pela mídia sul-coreana, pois não foi vista como um pedido de desculpas oficial, e grupos civis e indivíduos sul-coreanos também se empenharam proativamente na reconciliação.
Em 2023, um tribunal sul-coreano decidiu a favor de uma vítima vietnamita das atrocidades cometidas pela Coreia do Sul durante a guerra e determinou que o governo sul-coreano indenizasse a vítima sobrevivente. Em resposta, o governo sul-coreano repetiu suas negações anteriores sobre as atrocidades, e o governo sul-coreano anunciou mais tarde seu recurso da decisão. Isso prejudicou as relações com o Vietnã, pois um porta-voz do Ministério das Relações Exteriores do Vietnã chamou as repetidas negações da Coreia do Sul de "extremamente lamentáveis".

## Naufrágio do ROKSCheonan
Após o teste nuclear norte-coreano de 2006, o porta-voz do Ministério das Relações Exteriores, Le Dzung, expressou a grande preocupação do governo vietnamita com o teste, afirmando que ele aumentaria as tensões e ameaçaria a estabilidade da região, e declarou que o Vietnã apoiava a "desnuclearização" da Península Coreana. Após o naufrágio do ROKS Cheonan em 2010, a porta-voz do Ministério das Relações Exteriores, Nguyen Phuong Nga, disse: "O afundamento do Cheonan é um incidente lamentável. O governo do Vietnã expressa suas sinceras condolências ao governo da República da Coreia pela perda de vidas no naufrágio. O Vietnã tem acompanhado atentamente os acontecimentos atuais na Península Coreana. O Vietnã apoia de forma consistente e persistente a paz e a estabilidade na Península Coreana e favorece o diálogo para a solução pacífica de todas as questões. O Vietnã deseja que as partes envolvidas possam exercer moderação em prol da paz e da estabilidade na Península Coreana e na região."

## Comércio e investimentos

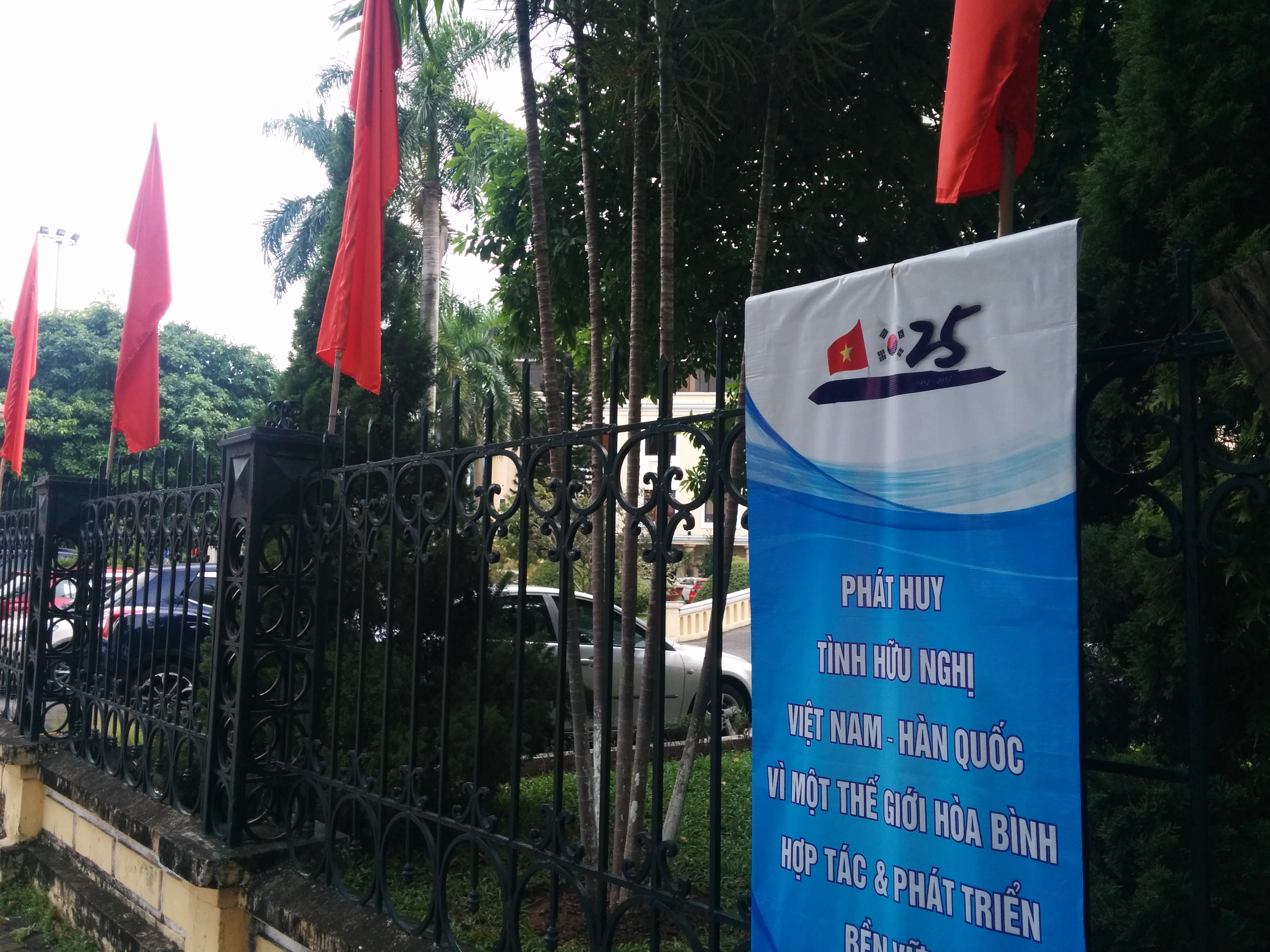
Banner em Hanói comemorando os 25 anos de laços diplomáticos entre o Vietnã e a Coreia do Sul.

Quatro anos após a normalização dos laços diplomáticos em 1992, a Coreia do Sul já realizava anualmente US$ 1,3 bilhão em comércio com o Vietnã, o que a tornava o terceiro maior parceiro comercial do país; era também o quarto maior investidor estrangeiro, depois de Taiwan, Japão e Hong Kong, tendo investido US$ 1,987 bilhão no Vietnã. O ritmo de seus investimentos praticamente dobrou nos 10 anos seguintes; nos primeiros 5 meses de 2006, os novos investimentos sul-coreanos no Vietnã totalizaram cerca de US$ 400 milhões e aproximadamente 1.000 empresas coreanas operavam no país.
A Coreia do Sul é o terceiro maior mercado de exportação do Vietnã, bem como seu maior investidor estrangeiro, com seu capital registrado acumulado chegando a US$ 78,5 bilhões. O conglomerado sul-coreano de eletrônicos Samsung investiu US$ 18 bilhões no Vietnã e prometeu investir mais no futuro.

## Empresas sul-coreanas no Vietnã
Em 2021, havia aproximadamente 9.000 empresas sul-coreanas operando no Vietnã, representando 18,5% do capital total de IED do Vietnã.

### Samsung
A Samsung entrou no mercado vietnamita em 1996. A Samsung tem seis fábricas no Vietnã. Elas estão criando empregos para centenas de milhares de trabalhadores do país. Em 2020, a Samsung foi responsável por 25% do produto interno bruto do Vietnã.

### LG Electronics
A LG Electronics tem três fábricas no Vietnã.

### Lotte
Desde 1996, a Lotte entrou no Vietnã com subsidiárias como Lotte Mart, Lotte Cinema, Lotteria e Lotte Center.

## Sul-coreanos e vietnamitas
Em 2009, havia quase 100.000 coreanos no Vietnã e vietnamitas na Coreia do Sul.

## Turismo
Em 2018, os turistas sul-coreanos representavam 3.485.406 turistas no Vietnã, perdendo apenas para a China (4.966.468 turistas). Os voos da Coreia do Sul foram responsáveis por 44,5% do tráfego de entrada do país em 2018. Da Nang e Hoi An são os principais destinos visitados pelos turistas sul-coreanos.

## Missões diplomáticas

### Embaixadores do Vietnã na Coreia do Sul
| Do Vietnã na Coreia do Sul - Seul (Embaixada) | Da Coreia do Sul no Vietnã - Hanói (Embaixada) - Cidade de Ho Chi Minh (Consulado) |

#### Embaixadores do Vietnã do Sul na Coreia do Sul[27]
- Dương Văn Đức (1956–1957, Ministro)

- Nguyễn Quí Anh (1957–1964, Encarregado de negócios)

- Ngô Tôn Đạt (1964–1966, Encarregado de negócios)

- Ngô Tôn Đạt (1966–1967)

- Đỗ Cao Trí (1967–1968)

- Đặng Ngọc Diêu (1968–1969, Encarregado de negócios)

- Phạm Xuân Chiểu (1969–1975, até a Queda de Saigon)

#### Embaixadores do Vietnã do Norte na Coreia do Sul
- Nguyễn Vũ Tùng

Em 2023 de junho, o então presidente sul-coreano Yoon Suk-yeol visitou o Vietnã a convite do então presidente vietnamita Võ Văn Thưởng, com o objetivo de melhorar os laços bilaterais relacionados a questões econômicas e outras.